# Нью-Орлінс Пеліканс
«Нью-Орлінс Пеліканс» (англ. New Orleans Pelicans) — професійна баскетбольна команда, заснована у 2002, розташована в місті Новий Орлеан в штаті Луїзіана. Команда є членом Південно-Західного дивізіону Західної конференції Національної баскетбольної асоціації. 
Домашнім полем для «Пеліканс» є Смуті-Кінг-центр.

## Статистика
В = Виграші, П = Програші, П% = Процент виграних матчів
| Сезон              | В   | П   | П%   | Плейоф                                                    | Результати                                         |
| ------------------ | --- | --- | ---- | --------------------------------------------------------- | -------------------------------------------------- |
| Шарлот Горнетс     |     |     |      |                                                           |                                                    |
| 1988-89            | 20  | 62  | .244 |                                                           |                                                    |
| 1989-90            | 19  | 63  | .232 |                                                           |                                                    |
| 1990-91            | 26  | 56  | .317 |                                                           |                                                    |
| 1991-92            | 31  | 51  | .378 |                                                           |                                                    |
| 1992-93            | 44  | 38  | .537 | Виграли в першому раунді Програли в півфіналі конференції | Шарлот 3, Бостон 1 Нью-Йорк 4, Шарлот 1            |
| 1993-94            | 41  | 41  | .500 |                                                           |                                                    |
| 1994-95            | 50  | 32  | .610 | Програли в першому раунді                                 | Чикаго 3, Шарлот 1                                 |
| 1995-96            | 41  | 41  | .500 |                                                           |                                                    |
| 1996-97            | 54  | 28  | .659 | Програли в першому раунді                                 | Нью-Йорк 3, Шарлот 0                               |
| 1997-98            | 51  | 31  | .622 | Виграли в першому раунді Програли в півфіналі конференції | Шарлот 3, Атланта 1 Чикаго 4, Шарлот 1             |
| 1998-99            | 26  | 24  | .500 |                                                           |                                                    |
| 1999-00            | 49  | 33  | .598 | Програли в першому раунді                                 | Філадельфія 3, Шарлот 1                            |
| 2000-01            | 46  | 36  | .561 | Виграли в першому раунді Програли в півфіналі конференції | Шарлот 3, Маямі 0 Мілвокі 4, Шарлот 3              |
| 2001-02            | 44  | 38  | .537 | Виграли в першому раунді Програли в півфіналі конференції | Шарлот 3, Орландо 1 Нью-Джерсі 4, Шарлот 1         |
| Нью-Орлінс Горнетс |     |     |      |                                                           |                                                    |
| 2002-03            | 47  | 35  | .573 | Програли в першому раунді                                 | Філадельфія 4, Нью-Орлінс 2                        |
| 2003-04            | 41  | 41  | .500 | Програли в першому раунді                                 | Маямі 4, Нью-Орлінс 3                              |
| 2004-05            | 18  | 64  | .220 |                                                           |                                                    |
| 2005-06            | 38  | 44  | .463 |                                                           |                                                    |
| 2006-07            | 39  | 43  | .476 |                                                           |                                                    |
| 2007-08            | 56  | 26  | .683 | Виграли в першому раунді Програли в півфіналі конференції | Нью-Орлінс 4, Даллас 1 Сан-Антоніо 4, Нью-Орлінс 3 |
| 2008-09            | 49  | 33  | .598 | Програли в першому раунді                                 | Денвер 4, Нью-Орлінс 1                             |
| 2009-10            | 37  | 45  | .451 |                                                           |                                                    |
| 2010-11            | 46  | 36  | .561 | Програли в першому раунді                                 | Лос-Анджелес 4, Нью-Орлінс 2                       |
| 2011-12            | 21  | 45  | .318 |                                                           |                                                    |
| Сума               | 934 | 986 | .486 |                                                           |                                                    |
| Плейоф             | 35  | 49  | .417 |                                                           |                                                    |